# 英國海陸空三軍合作社

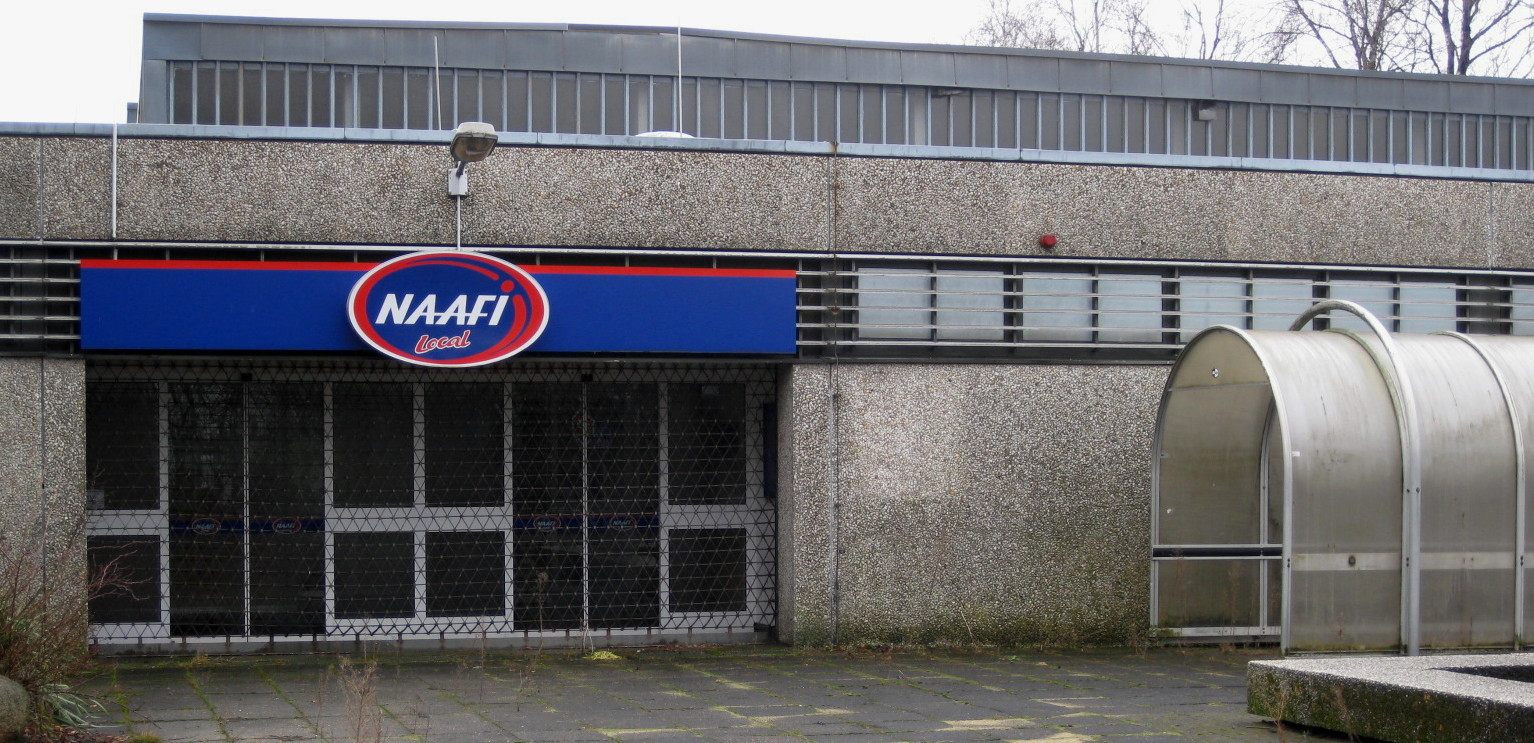
一座位於奧斯納布呂克的駐德英軍基地營站，今已關閉

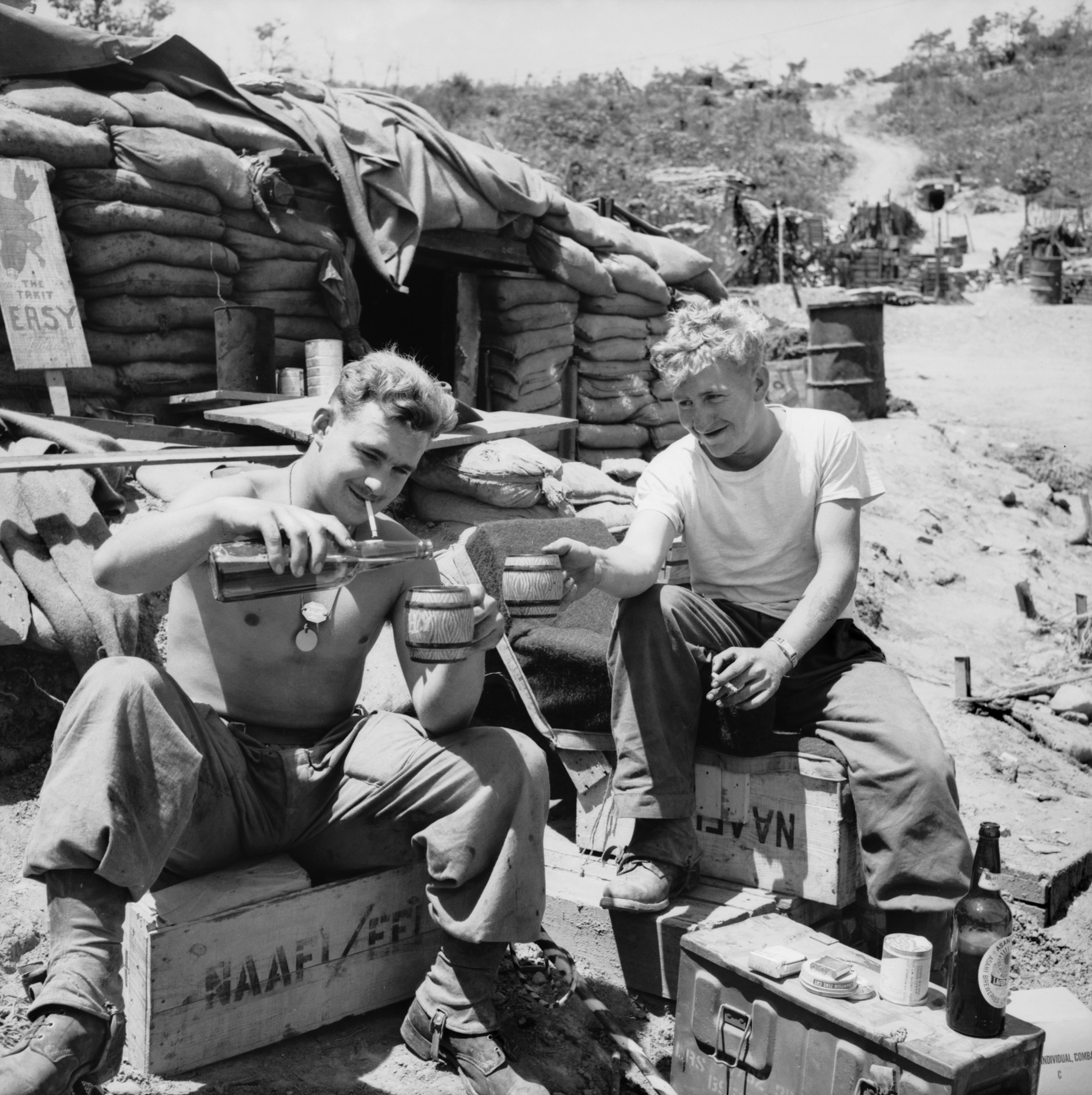
兩名參加朝鲜战争的澳大利亞陸軍士兵在英軍設於韓國的NAAFI流動營站內休息（攝於1952年）

海陸空三軍合作社（英語：Navy, Army and Air Force Institutes；簡稱、/ˈnæfiː/），是英國政府建立於1921年的一個單位，負責營運英軍的康樂設施及供官兵、軍眷消費的各種商店、營站，業務範圍包括基地內的俱樂部、酒吧、超市、自助洗衣店、餐廳、咖啡店，以及英國皇家海軍艦艇上的販賣部。軍官由於有專用食堂，除公事所需外不會進入三軍合作社的俱樂部或酒吧。
在艦艇販賣部工作的三軍合作社人員歸屬海軍消費合作社（Naval Canteen Service）管轄，儘管著海軍制服，但身分上屬於民間雇員。三軍合作社人員可赴遠征軍合作社（Expeditionary Force Institutes、，其工作人員隸屬於後備部隊性質的英國地方自衛隊，除了著軍裝外亦有掛軍階）管理的戰場流動營站工作，亦可加入皇家海軍的派遣部隊。

## 成立

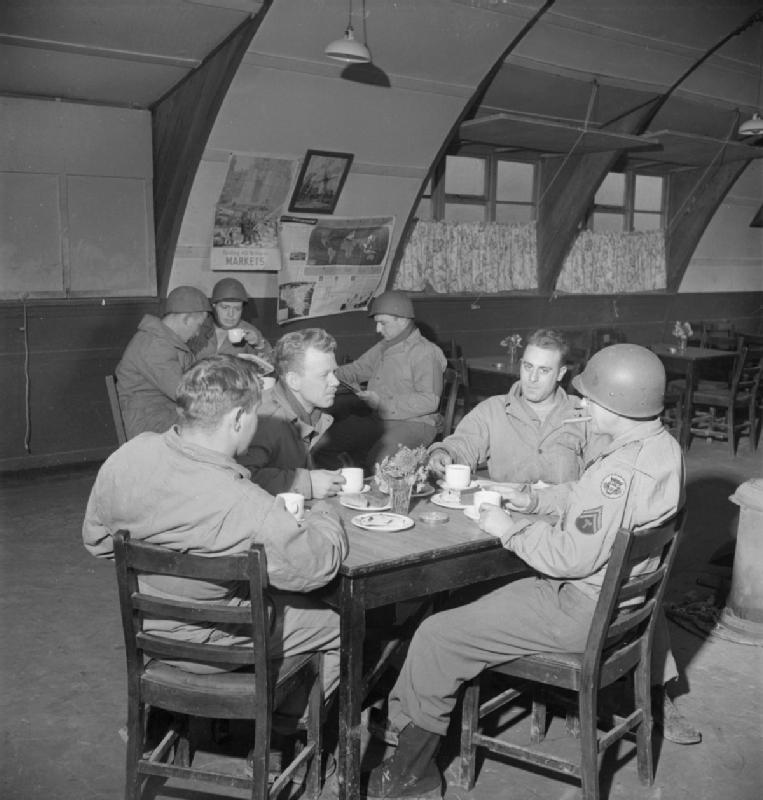
1943年在英格蘭某NAAFI營站內休息的一群美國陸軍士兵

1914年以前，英軍的軍中商店大多為各部隊自己擁有的簡陋營站，且多外託民間商家經營。在維多利亞時期，這些營站的名聲相當敗壞，販賣昂貴又劣等的商品。1894年，三名英國陸軍軍官創立了「營站暨食堂合作協會」（Canteen and Mess Co-operative Society），立刻改善了這種惡質狀況，購入大量的商品交由營站販賣。第一次世界大戰期間，創立了「遠征軍營站」（Expeditionary Force Canteens）以服務派至海外的英國部隊，由皇家陸軍勤務兵團的軍裝人員管理，並合併了原本的營站暨食堂協會。1917年1月1日成立了「陸軍營站委員會」（Army Canteen Committee）並接管英國本土所有的軍中營站，之後該委員會成為「海陸軍營站委員會」（Navy and Army Canteen Board）。1919年又合併了遠征軍營站。1921年1月1日海陸軍營站委員會組成了今日三軍合作社的核心。

## 二次大戰及戰後

1945年7月時英軍士兵在德國柏林布蘭登堡門旁的750號流動營站排隊買茶。這是英軍第一輛在柏林營業的流動營站車

三軍合作社在第二次世界大戰其間扮演了重要的角色。此期間由兰斯洛特·罗伊尔爵士出任主席及執行長。1944年4月時，三軍合作社負責的營站高達7千所，員工約有9萬6千人（而1939年時則只有600個營站和員工4千人），負責勞軍的全國娛樂事業協會也歸三軍合作社管理。
遠征軍合作社（EFI）的男性員工在1965年以前歸陸軍勤務兵團管理，之後則改隸屬於陸軍軍械兵團。自1993年起則改屬皇家後勤兵團管轄。女性員工在1949年之前為本地輔助服務團團員，之後改屬英國皇家陸軍婦女團。1992年後則納入陸軍軍需兵團之下，之後又改歸後勤兵團管理。

## 現況
英國三軍合作社目前在北愛爾蘭及德國等地的英軍基地外營運商店。駐德英軍部隊中的餐飲、零售及休閒服務由三軍合作社全包。這意味著駐德的士兵、士官和軍官均為三軍合作社的服務對象。
三軍合作社目前與英國陸軍的軍職人員和文職人員間簽有合同，合作提供多項服務，形成一個良好的利潤互享結構。三軍合作社的營業收入會回饋給英國軍方，用於改善現役官兵和軍眷的福利。

## 生成俚語
英國三軍合作社的縮寫在英軍士兵的對話中常成為休憩時間的代表詞詞，例如，或惡搞為用以揶揄（或羞辱）同袍的形容詞：「（毫無雄心和他媽的吸引力）」。此外亦有「[Never 'Ave Any Fags In] 错误：{{Lang}}：文本有格式不正确的标记（帮助）（從沒半根菸進來）」的用法，諷刺軍中長期的香菸短缺。

## 外部連結
- NAAFI official website （页面存档备份，存于）
- 英國海陸空三軍合作社的X（前Twitter）